# Strada statale 9 dir Tangenziale Est di Lodi

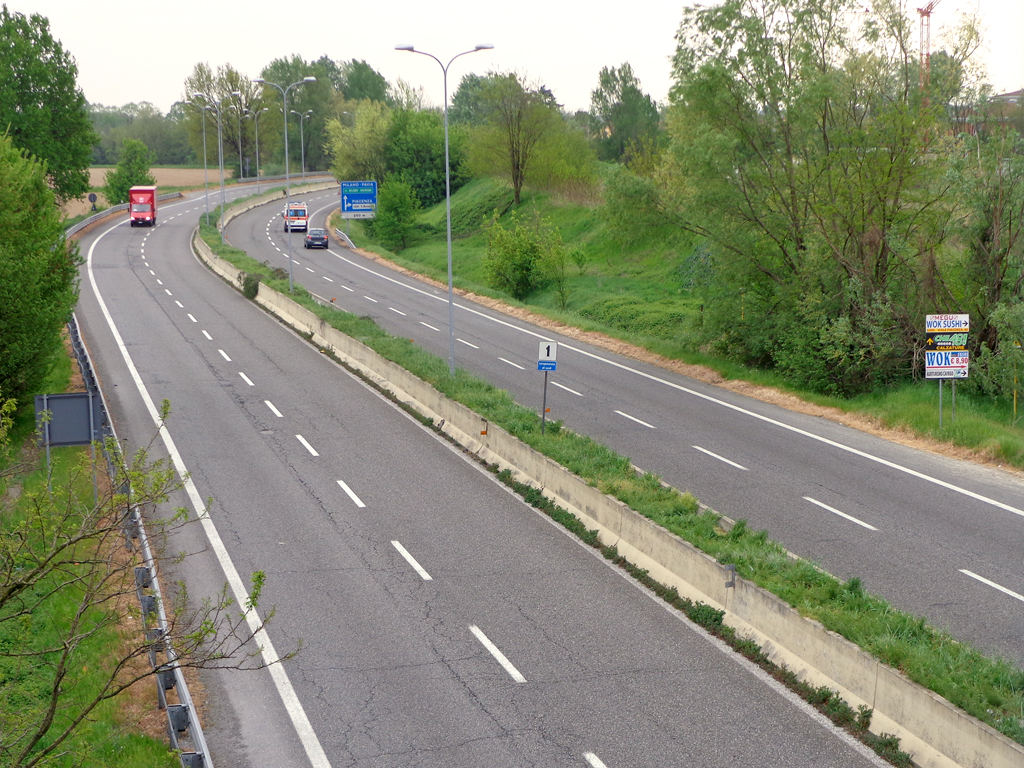
La tangenziale nei pressi dell'innesto con la SS 9 Emilia

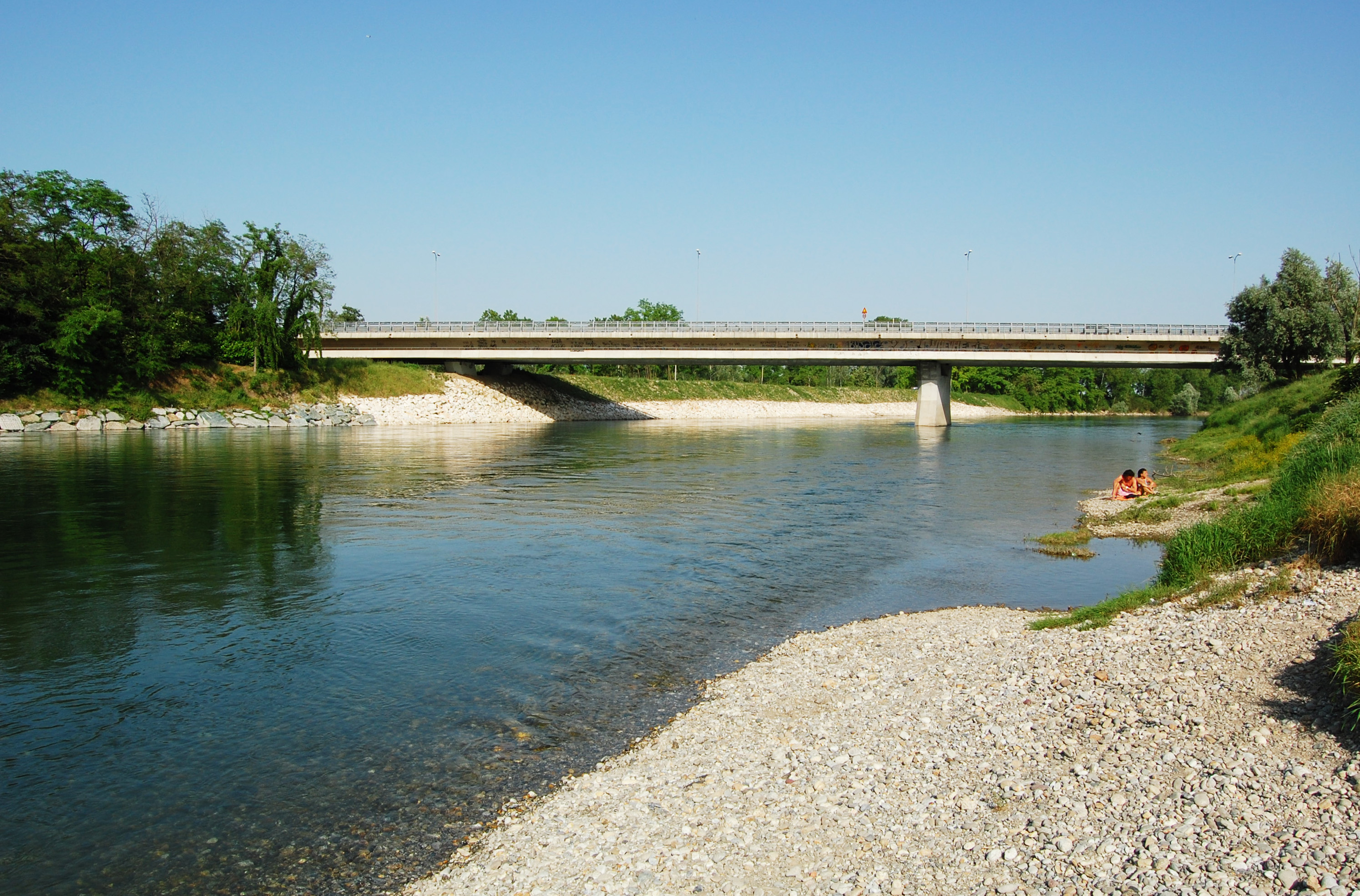
Il ponte sul fiume Adda

La strada statale 9 dir Tangenziale Est di Lodi (SS 9 dir), già nuova strada ANAS 125 Tangenziale Est di Lodi (NSA 125), è una strada statale italiana.

## Storia
La tangenziale est di Lodi, comprendente un ponte sul fiume Adda, venne progettata a partire dal 1975, con l'obiettivo di sgravare il ponte storico e le vie cittadine dal traffico diretto verso il Cremasco e la Gera d'Adda.

I lavori iniziarono con molti anni di ritardo sulle previsioni, e furono interrotti più volte fino alla ripresa definitiva nel 1996; la strada venne infine inaugurata il 19 novembre 2001.

## Percorso
La strada statale 9 dir ha inizio dalla SS 9 in località San Bernardo, e dopo aver varcato il fiume Adda confluisce nell'ex SS 235 presso la località Fontana.
La strada ha una lunghezza di 4,336 chilometri ed è interamente gestita dal Compartimento di Milano.